# 윌리엄 스킬렌드
윌리엄 스킬렌드(1926년 4월 26일 ~ 2010년 2월 21일)는 영국 런던대학교의 한국문학 교수였다.

## 런던대학 시절
1953년부터 스킬렌드는 런던 대학교의 아시아 아프리카학 대학원(SOAS)의 초빙 한국어와 한국문학 강사가 되었다가, 그 다음에 교수가 되었다.

## 컬럼비아 대학교 시절
컬럼비아 대학교 한국연구센터(The Center for Korean Research, Columbia University)의 공식 한국학 프로그램은 한국어 교수 직책이 생겨난 1962년에 시작되었다. 초빙교수는 스킬렌드였다. 그는 1964년에 고향인 영국으로 돌아갔고, 그의 후임으로 부임한 개리 레드야드 박사는 2000년 퇴임할 때까지 컬럼비아대학교에서 한국역사를 강의하였다.

## 유럽한국학회 시절
1977년, 그가 유럽에서 한국학을 연구하는 학자들의 모임으로 유럽한국학회(AKSE The Association for Korean Studies in Europe)를 설립했다.

## 참조
1. ↑  Times 사망 기사[깨진 링크(과거 내용 찾기)]
2. ↑  “AKSE 사망 기사”. 2010년 6월 30일에 원본 문서에서 보존된 문서. 2010년 6월 16일에 확인함.
3. ↑  “영국에서의 동아시아 한국학의 연구동향 (pdf)”. 2016년 3월 4일에 원본 문서에서 보존된 문서. 2010년 6월 16일에 확인함.
4. ↑  “컬럼비아대학교 한국연구센터”. 2009년 7월 23일에 원본 문서에서 보존된 문서. 2010년 6월 16일에 확인함.